# Градиште (Плевенская область)
Градиште (болг. Градище) — село в Болгарии. Находится в Плевенской области, входит в общину Левски. Население составляет 1164 человека.